# Victor Hugo (stanice metra v Paříži)

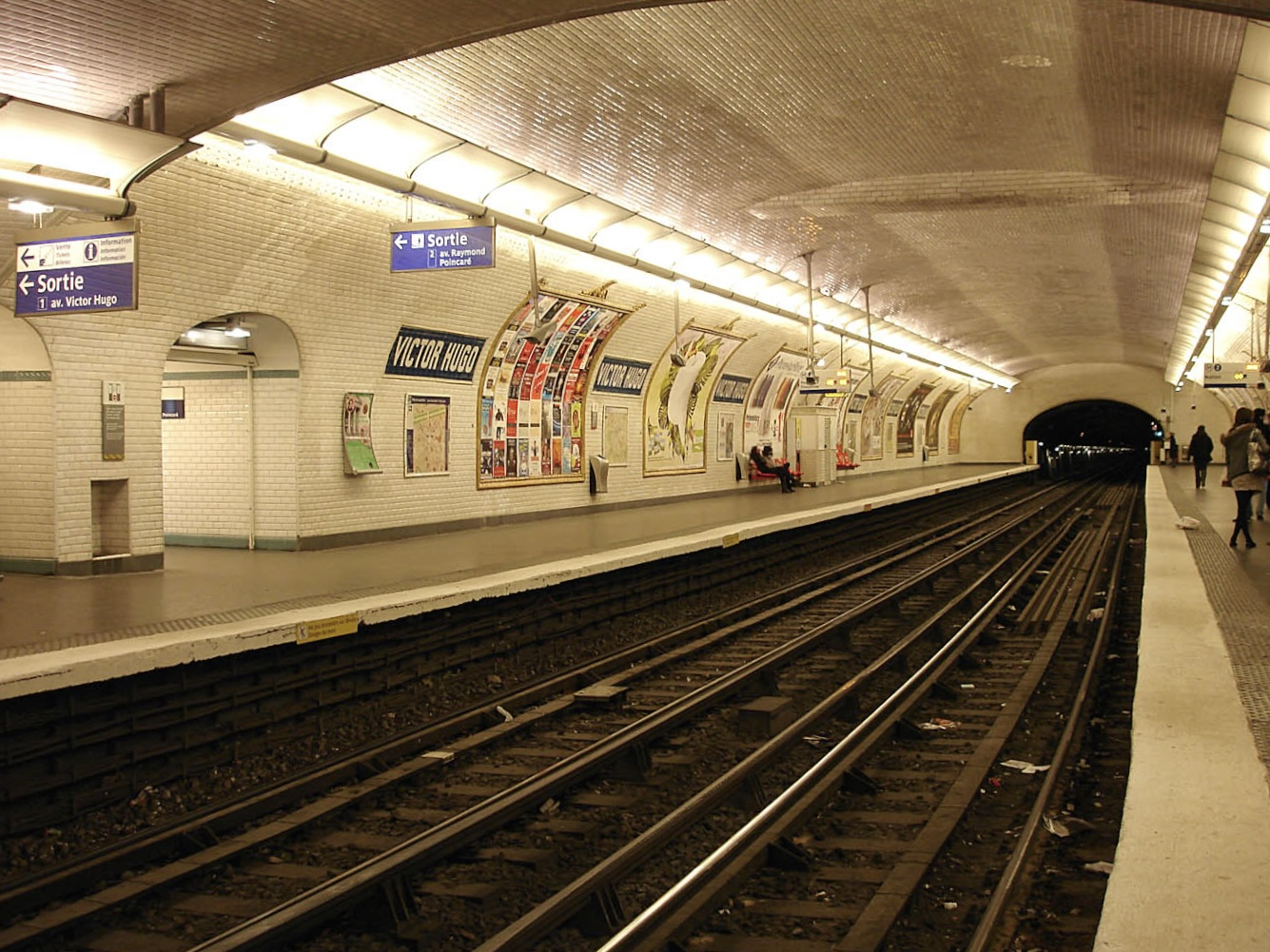
Nástupiště na stanici

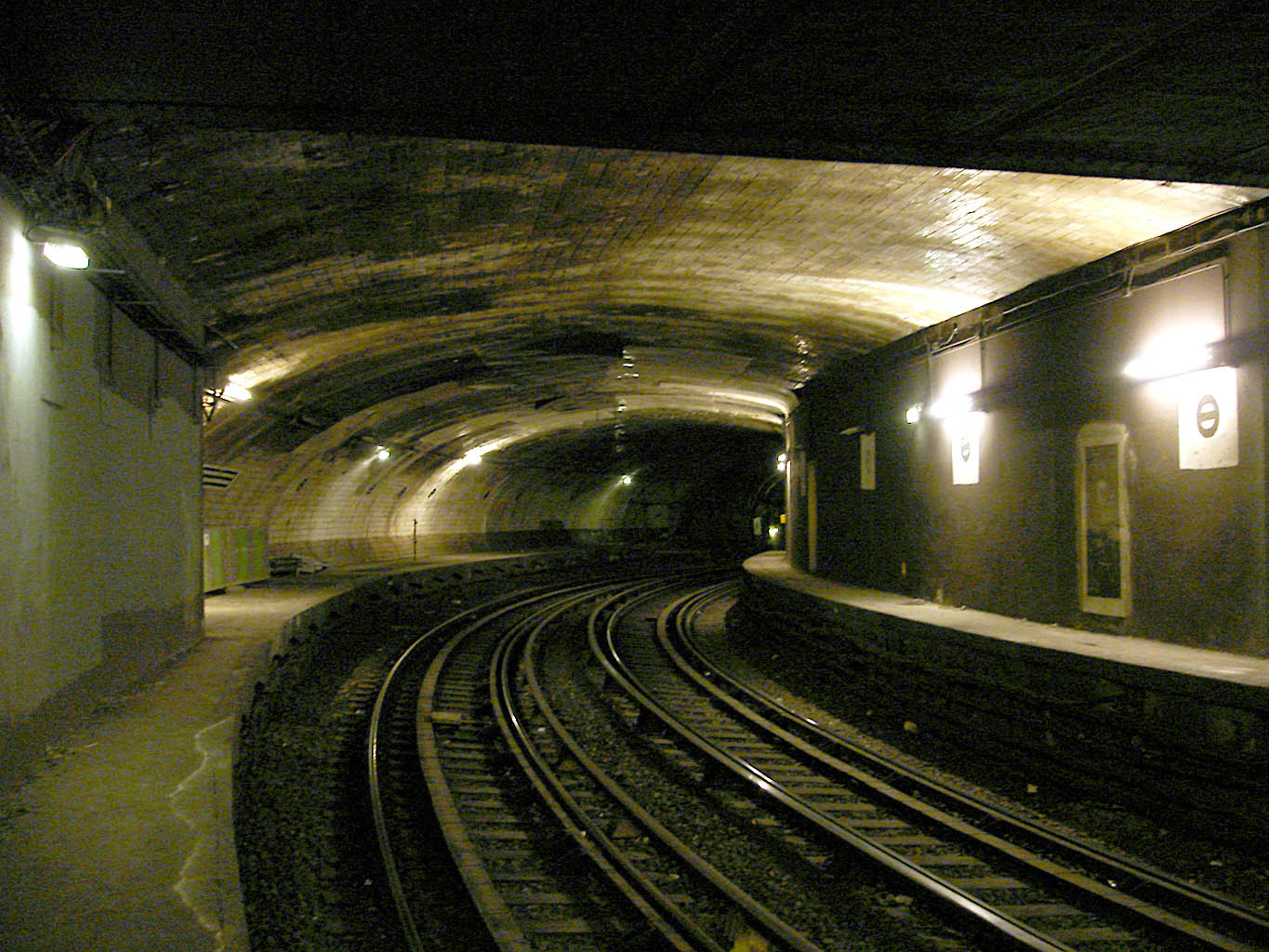
Pohled na opuštěné původní nástupiště

Victor Hugo je nepřestupní stanice pařížského metra na lince 2 v 16. obvodu v Paříži. Nachází se pod náměstím Place Victor Hugo.

## Historie
Původní stanice byla otevřena 13. prosince 1900 jako součást prvního úseku ze stanice Étoile do Porte Dauphine. Tehdy se linka nazývala 2 Nord (2 Sever).
Původní nástupiště bylo postaveno do příliš ostrého oblouku. Když začal být používán nový typ vlaků, přestalo nástupiště vyhovovat bezpečnostním předpisům a stanice byla v roce 1931 přestavěna. Nové nástupiště bylo postaveno jen o několik metrů dál. Původní nástupiště, nyní již opuštěné, je stále dobře viditelné na konci současného nástupiště ve směru na Porte Dauphine

## Název
Jméno stanice je odvozeno od názvu náměstí Place Victor Hugo. Victor Hugo (1802–1885) byl francouzský literát. Na nástupišti je umístěna jeho busta.